# ツェル (モーゼル)
ツェル (独: Zell (Mosel)) はドイツ連邦共和国 ラインラント＝プファルツ州コッヘム＝ツェル郡の市。また、ツェル連合自治体 (独: Verbandsgemeinde Zell) の行政庁所在地となっている。

## 地理

### 位置
ツェルはコブレンツやトリーアからほぼ等距離の車で約1時間の距離にある。コブレンツへの道のりで近い街はコッヘムであり、トリーア方面では、トラーベン＝トラーバッハおよびベルンカステル＝クースである。

## 姉妹都市
- クレピ＝アン＝ヴァロワ(Crépy-en-Valois) （フランス）
- アントアン(Antoing) （ベルギー）
- トリップティス(Triptis) （テューリンゲン州）